# Stazione di Yangwon
La stazione di Yangwon (양원역 - 養源驛, Yangwon-nyeok) è una stazione ferroviaria situata nel quartiere di Jungnang-gu, nella parte orientale di Seul, in Corea del Sud, ed è servita dalla linea Jungang del servizio ferroviario metropolitano Korail.

## Linee
Korail
■ Linea Jungang (Codice: K122)

## Struttura
La stazione è realizzata in superficie, con fabbricato viaggiatori a ponte sopra il piano del ferro, il quale è costituito da due marciapiedi laterali, con 2 binari passanti. Sono presenti scale mobili e ascensori.
| 1 | ■ Linea Jungang | per Deokso, Paldang, Yangpyeong e Yongmun           |
| 2 | ■ Linea Jungang | per Cheongnyangni, Wangsimni, Oksu, Ichon e Yongsan |

## Stazioni adiacenti
| «             | Servizio      | »             |
| Linea Jungang | Linea Jungang | Linea Jungang |
| ------------- | ------------- | ------------- |
| Mangu         | Locale        | Guri          |
| Transito      | Espresso      | Transito      |